# جيم ويثيرال
جيم ويثيرال (بالإنجليزية: Jim Weatherall)‏ هو لاعب كرة قدم أمريكية أمريكي، ولد في 26 أكتوبر 1929 في غراهام في الولايات المتحدة، وتوفي في 2 أغسطس 1992 في أوكلاهوما سيتي في الولايات المتحدة.

## وصلات خارجية
- جيم ويثيرال على موقع مرجع كرة القدم المحترفة.كوم (الإنجليزية)